# Florian Dąbrowski (kompozytor)
Florian Dąbrowski (ur. 2 maja 1913 w Rosku, zm. 20 listopada 2002 w Poznaniu) – polski kompozytor, pedagog i działacz muzyczny. W pierwszym okresie życia i twórczości związany z Bydgoszczą, a od lat 60. XX w. z Poznaniem.

## Życiorys

### Okres bydgoski
W latach 1930–39 studiował w Miejskim Konserwatorium Muzycznym w Bydgoszczy teorię u Stefana Bolesława Poradowskiego i fortepian u Edmunda Rezlera. W 1948 ukończył kompozycję w Państwowej Wyższej Szkole Muzycznej w Poznaniu (klasa Poradowskiego). W 1945 założył średnią szkołę muzyczną w Bydgoszczy, w której od 1951 uczył przedmiotów teoretycznych. Był współorganizatorem Pomorskiej Orkiestry Symfonicznej (zasiadał w Radzie Artystycznej), a potem Filharmonii Pomorskiej w Bydgoszczy.
Publikował regularnie artykuły na temat kultury muzycznej na łamach bydgoskich i ogólnopolskich czasopism, wygłaszał odczyty i prelekcje propagujące przede wszystkim twórczość kompozytorów współczesnych. Ściśle współpracował z Pomorską Rozgłośnią Polskiego Radia, tworząc m.in. oryginalną oprawę muzyczną do cyklu słuchowisk poetyckich opartych na poematach K.I. Gałczyńskiego: „Kolczyki Izoldy”, „Przed zapaleniem choinki” i „Notatki do nieudanych rekolekcji paryskich”. W autorskim tandemie z Wiesławem Rogowskim napisał kantaty: „Żołnierze” (1960) i „Pomorze” (1962). Prawykonanie tej ostatniej – z udziałem orkiestry, chóru „Arion” i recytatora – odbyło się w Filharmonii Pomorskiej. Komponował również utwory zainspirowane folklorem ludowym m.in. „Suitę kujawską” (1947), „Suitę tańców ludowych” (1948), „Impresje kurpiowskie” (1949), „Zabawę na Kujawach” (1950), „Humoreskę kujawską” (1954).
Wyszukiwał w archiwach muzyczne zabytki kompozytorów z dawnych wieków. W Gnieźnie odnalazł szereg wartościowych, a nieznanych kompozycji staropolskich. Zasiadał w jury licznych konkursów oraz współpracował z pomorskimi teatrami. Na zamówienie Pomorskiego Teatru Młodego Widza skomponował muzykę do bajki Feliksa Kłodzińskiego „Wyrok krasnoludka Pawła” (1952). W okresie bydgoskim napisał także kantatę „Odejście Fryderyka”, będącą hołdem złożonym muzyce Chopina.
Z początkiem lat 50. rozpoczął współpracę z Państwową Wyższą Szkołą Muzyczną w Sopocie, gdzie został rektorem i wykładowcą.

### Okres poznański
W końcu lat 50. powrócił do rodzinnej Wielkopolski, znajdując zatrudnienie w Państwowej Wyższej Szkole Muzycznej w Poznaniu. Od 1954 r. wykładał teorię i kompozycję, a w latach 1961–1964 piastował funkcję prorektora tej szkoły. Cały czas pracował jako wykładowca, od 1973 jako profesor kompozycji i teorii muzyki. Prowadził aktywną działalność związkową (m.in. 1969–1975 wiceprezes Zarządu Głównego Związku Kompozytorów Polskich). Był współtwórcą i wielokrotnym organizatorem i przewodniczącym komisji repertuarowej Festiwalu Polskiej Muzyki Współczesnej „Poznańska Wiosna”; uczestniczył w jury wielu konkursów muz. (m.in. konkursu kompozytorskiego im. Henryka Wieniawskiego w Poznaniu).
W 1983 przeszedł na emeryturę, nadal wykładał w Akademii Muzycznej w Poznaniu. 1977 członek kolegium red. «Res Facta», od 1994 «Res Facta Nova» (wyd. w Poznaniu). 1998 objął funkcje wiceprezesa Poznańskiego Towarzystwa Muzycznego imienia Henryka Wieniawskiego oraz przewodniczącego komitetu wydawnictwa Dzieł Wszystkich Henryka Wieniawskiego. W 1998 obchodzony był jubileusz 85-lecia urodzin Dąbrowskiego zorganizowany przez Pro Sinfonikę i Oddział Poznański Związku Kompozytorów Polskich.
Został pochowany na Cmentarzu Junikowo w Poznaniu (pole 31-5-12-5).

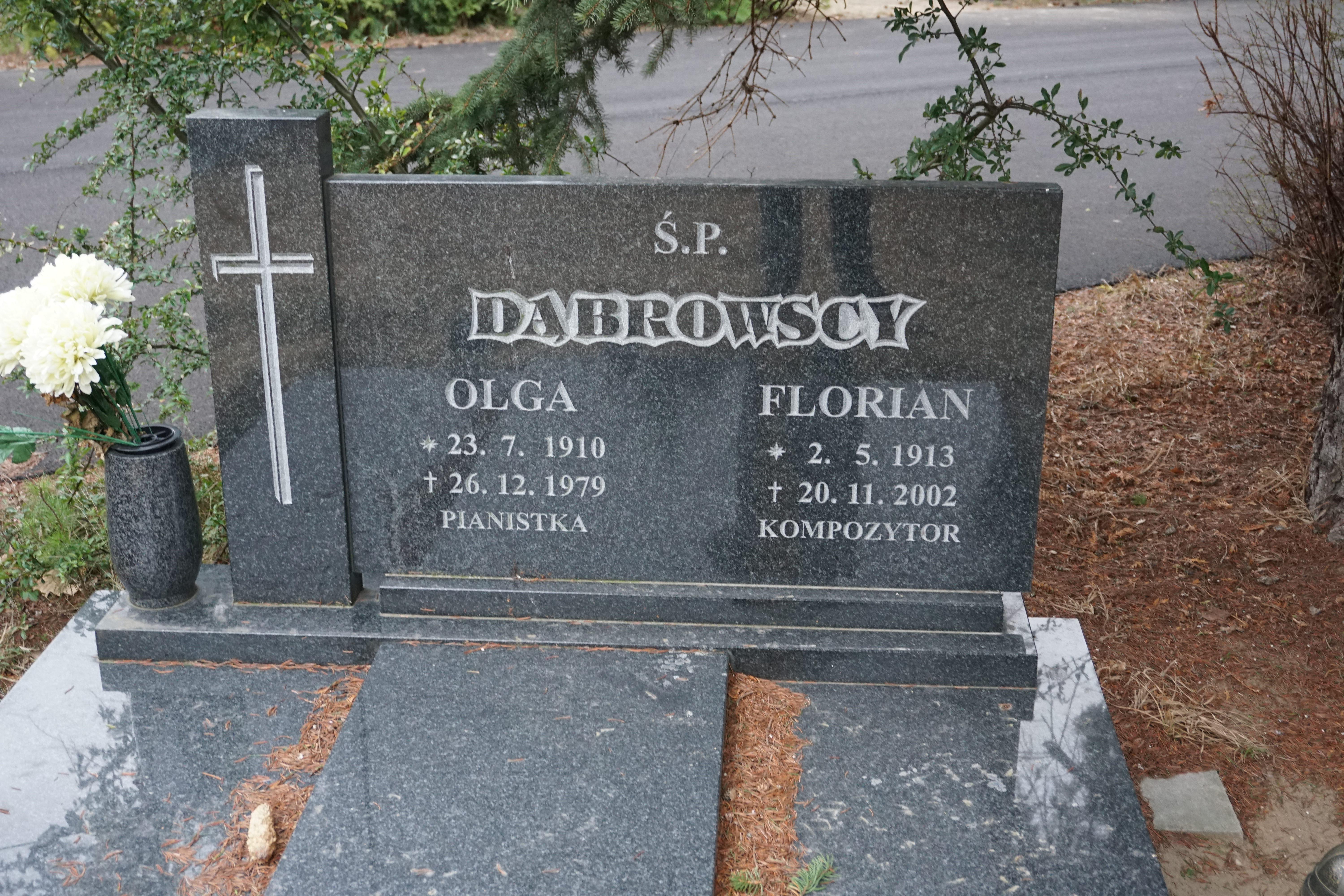
grób Floriana Dąbrowskiego na Cmentarzu Junikowskim

### Działalność publicystyczna
Florian Dąbrowski był recenzentem i publicystą muzycznym czasopism „Arkona”, „Gazeta Pomorska”, „Ilustrowany Kurier Codzienny”, „Nowy Tor”, „Pomorze”, „Ziemia Pomorska”, „Słowo Powszechne”, „Pro Sinfonica” (zesz.), „Nurt”, „Ruch Muzyczny”, był członkiem kolegium redakcyjnego serii wydawniczej «Res Facta».

### Nagrody
Florian Dąbrowski był laureatem licznych nagród muzycznych, m.in. za Suitę kujawską  i za kantatę Odejście Fryderyka (Konkursy Kompozytorskie ZKP w 1947 i 1949), a także za muzykę do Nocy listopadowej Stanisława Wyspiańskiego (Festiwal Teatrów Polski Północnej 1963). Otrzymał też Nagrodę Ministra Kultury i Sztuki I stopnia (1967, 1975, 1980 – za szczególne osiągnięcia w dziedzinie dydaktyczno-wychowawczej), a w 1979 – nagrodę Związku Kompozytorów Polskich za całokształt twórczości i działalności organizacyjno-muzycznej. Żona Dąbrowskiego, Olga Iliwicka-Dąbrowska (1910–1980), od 1951 uczyła fortepianu, a od 1965 była kierownikiem Katedry Fortepianu w Państwowej Wyższej Szkole Muzycznej w Poznaniu. Była też koncertującą pianistką.

## Odznaczenia[4]
- Krzyż Komandorski z Gwiazdą Orderu Odrodzenia Polski (1998)[5]
- Krzyż Kawalerski Orderu Odrodzenia Polski
- Złoty Krzyż Zasługi